# Rebase (przystanek kolejowy)
Rebase – przystanek kolejowy w miejscowości Rebase, w prowincji Tartu, w Estonii. Położony jest na linii Tartu - Koidula. 

## Historia
Przystanek został otwarty 1 listopada 1931 wraz z otwarciem linii.